# Болма, Джошуа
Джошуа Болма (англ. Joshua Bolma; род. 10 апреля 2002, Аккра) — ганский футболист, полузащитник.

## Клубная карьера
Уроженец Аккры, футболом начал заниматься в академии «Райзинг Старс». После её завершения получил стипендию для обучения в Старшей школе Саут-Кента в Коннектикуте. После поступил в Мэрилендский университет, где выступал за футбольную команду университета. В 2021 году стал первокурсником года конференции Big Ten. В том же, а также в следующем году был включён в сборную всех звёзд конференции Big Ten, став всего четвёртым подобным игроком в истории команды.
На Супердрафте MLS 2023 «Нью-Инглэнд Революшн» имели десятый пик. Однако они обменялись с «Сан-Хосе Эртквейкс», чтобы выбрать Болму под 4-м номером, добавив к своему пику 200 000 долларов распределительных средств в 2023 году и 50 тысяч в 2024. Болма подписал контракт с Generation Adidas, а главный тренер «Революшн» Брюс Арена сказал, что «Джош Болма — действительно хороший и быстрый атакующий игрок. Он может играть на нескольких позициях, и мы собираемся использовать его на позиции восьмёрки в центре полузащиты». Дебютировал в MLS 15 июля 2023 года в матче против «Ди Си Юнайтед», заменив на 64-й минуте Мэтта Полстера.